# Ato Alemayehu Asfaw
Ato Alemayehu Asfaw, conocido como Alemayehu Asfaw, es un reconocido «cazador de fósiles» etíope, habiendo participado directamente en el descubrimiento de algunos de los más prominentes restos antropológicos, como son: Kadanuumuu, Hombre de Bodo, decenas de restos de A. afarensis (antes y muy cerca de los de Lucy), etc. Ha trabajado con los principales paleoantropólogos, arqueólogos y prehistoriadores que han excavado en la región de Afar, en el complejo arqueológico de Hadar, entre ellos: Donald Johanson, Yohannes Haile-Selassie, Paul Whitehead, etc.
Ha participado y ha sido miembro de un gran número de proyectos: Rift Valley Research Mission, Middle Awash Project, Woranso-Mille Project, etc.

## Descubrimientos
En 1974 fue enviado por el Ministerio de Cultura de Etiopía a supervisar las excavaciones de Donald Johanson, y durante el final de ese año y el siguiente fue cuando encontró dos mandíbulas de A. afarensis, entre ellas AL 200-1, y otros huesos postcraneales.
En 1976, ya como oficial de antigüedades de Etiopía, descubrió el fósil de homínido en las cercanías de Bodo, en terrenos del Pleistoceno medio.
Además, ha participado directamente en el descubrimiento de:
- Un primer molar de Ardipithecus ramidus, catalogado como ARA VP-1/129. Ocurrió el 20 de diciembre de 1992, poco después del hallazgo del Ardipithecus, conocido como Ardi.[10]

- A mediados de febrero de 2005, Asfaw encontró los restos de A. afarensis conocidos como Kadanuumuu.[2][11][12]

- Los restos de una nueva especie, Australopithecus deyiremeda, fue uno más de los descubrimientos que Asfaw realizó (5 de marzo de 2011), se le dieron el nombre de catálogo BRT-VP-3/1.[5][13]